# Cynthia Shalom
Cynthia Shalom es una actriz, productora y empresaria nigeriana. Participó y ganó la undécima temporada del programa de telerrealidad Next Movie Star. Desde entonces ha participado en películas de Nollywood y en la serie de televisión Tinsel de M-net. 

## Biografía
Shalom nació el 18 de marzo de 1988 en Ede, estado de Osun, Nigeria. Tuvo su educación primaria y secundaria en Port Harcourt. Obtuvo un título en Administración de la Universidad de Port Harcourt y una certificación de actuación del taller de desarrollo de talento del Festival Internacional de Cine de África. En entrevista con Vanguard Nigeria, dijo que se mudó a Lagos para seguir su carrera en la actuación.

## Carrera
Fue la ganadora del programa de telerrealidad Next Movie Star 2015/2016. En entrevista con The Punch mencionó que los rechazos eran uno de los obstáculos que tuvo que superar al comenzar en Nollywood. En 2016, participó en su primer largometraje An Hour With The Shrink con Annie Macaulay-Idibia, Gbenro Ajibade y Segun Arinze. Más tarde coprotagonizó junto a Desmond Elliot en The Damned de Irokotv. En 2018, inició su compañía de producción cinematográfica, Cynthia Shalom Productions. Su papel en la película titulada Chain, le valió dos nominaciones en las categorías mejor actriz principal y actriz más prometedora en los premios Best of Nollywood Awards 2019.

## Filmografía seleccionada

### Cine
- Iquo’s Journal  (2015).[14]
- An Hour With The Shrink (2016)
- Thorns of love (2016)
- No I Dont (2017)
- The Damned  (2017)
- Roberta  (2017)
- Karma  (2017)
- Ebomisi (Irokotv) (2018).[15]
- Chain (2018)
- Driver  (2018)
- Altered Desire  (Africa Magic) (2019)
- Beauty in the Broken  (Irokotv) (2019)
- The Second Bed (2020).
- Back to the Wild (Irokotv) (2019)
- Rachel’s Triumph  (2019)
- Shut  (2020)
- Fading Blues (Irokotv) (2020)
- Wind of Desire  (2020)
- Birth Hurts  (2020)
- Love Castle (2021)

### Televisión
- Dear Diary temporada 2 (2016).[16]
- Tales of Eve (2017)
- I5ive  (2019)
- Jela (2019)
- Tinsel  (2017-presente)

## Premios y nominaciones
| Año  | Evento                    | Premio                    | Resultado | Ref.          |
| ---- | ------------------------- | ------------------------- | --------- | ------------- |
| 2016 | All Youth Awards          | Next rated act (femenino) | Nominada  |               |
| 2019 | Premios Maya África       | Nueva novia de Nollywood  | Nominada  |               |
| 2019 | Premios Best of Nollywood | Mejor actriz principal    | Nominada  | [ 17 ] [ 18 ] |
| 2019 | Premios Best of Nollywood | Actriz más prometedora    | Nominada  | [ 17 ] [ 18 ] |